# 김상혁 (가수)
김상혁(金相赫, 1983년 5월 7일~)은 대한민국의 가수, 방송인이다.

## 생애
1998년 중학교 시절 한강 근처에서 공연을 관람하다가, 유명 캐스팅 디렉터 김수현에 의해 길거리 캐스팅 되었으며 1999년 8월 7일 DSP 미디어의 7인조 그룹 클릭비로 데뷔하게 된다. 처음에는 댄스와 보컬을 담당했으나 2집 이후부터는 포지션 변경으로 인해 베이스 기타를 담당하게 된다. 4집과 JNC 활동에서는 다시 보컬 및 나레이션을 담당하였다. 그 외 각종 예능에 진출해 어눌하고 솔직한 캐릭터로 두각을 나타내었다.

## 개인사
2005년 4월 11일 술을 마시고 음주운전으로 접촉사고를 내 사회봉사 120시간을 선고받은 바 있다. 음주운전을 부인하였으나,사건 발생 2일 뒤인 2005년 4월 13일 김상혁의 지인의 미니홈피에 게재된 김상혁과의 음주 내용을 본 네티즌의 제보에 의하여 혐의가 추가되었다. 이 사건과 관련하여 늑장수사를 하는 등의 이유로 수서경찰서 교통과장이 대기발령을 받아 보직해임되었고, 담당 경사는 전보 발령되었다.
판결 이후에는 사회봉사를 이행했다. 2007년 10월 19일 《서세원의 생쇼》로 케이블 복귀를 시도하였으나 공중파 복귀는 시청자들의 정서문제로 번번이 무산되었다. 사고 5년 후인 2010년 4월 4일 신문기자와 직격인터뷰하며, 그 당시 상황에 대한 후회와 현재의 힘든 심경을 밝혔다.
2011년 5월 19일 육군훈련소에 입소하였고, 이후 사회복무요원으로 복무하여 2013년 5월 16일 소집해제되었다. 한편 5월 29일에는 여성의 거부의사에도 불구하고 손목을 잡아 끌었고, 이에 여성이 경찰에 신고하면서 강제추행 혐의로 체포되었다.
6세 연하의 여성과 2019년 4월 7일 결혼했으나, 2020년 4월 7일 이혼하였다.

## 출연 작품

### 영화
- 2002년 《긴급조치 19호》 - 본인 역
- 2002년 《고 웨스트》
- 2004년 《내 사랑 싸가지》 - 꽃미남 역
- 2005년 《태풍태양》 - 폼생폼새 가이 깡맨 역

### 방송
- 2003년 : KBS 2TV 《TV는 사랑을 싣고》- (게스트)
- 2007년 ~ 2008년 : MBC every1 《이미지 토크 랭크쇼 스타본색》 - (고정 출연)
- 2008년 : MBC every1 《아이돌 군단의 떴다! 그녀 시즌 1》 - (진행)
- 2015년 ~ 2018년 : Mnet 《너의 목소리가 보여》 - (고정 패널)
- 2015년 : K-STAR 《식신로드》 - (게스트)
- 2015년 : MBC 《라디오스타》 - (게스트)
- 2015년 : JTBC 《헌집줄게 새집다오》 - (게스트)
- 2015년 : OnStyle 《더 바디쇼 2》 - (게스트)
- 2017년 : EBS 1TV 《리얼극장 행복》
- 2016년 : KBS 2TV 《해피투게더 시즌 3》 - (게스트)
- 2016년 : JTBC 《잘 먹겠습니다》 - (게스트)
- 2016년 : JTBC 《전국민 프로젝트 슈퍼리치》 - (게스트)
- 2017년 : KBS 드라마 《엄마의 소개팅》
- 2017년 : 웹예능 《클릭비의 월차》
- 2019년 : SBS 러브FM 《김상혁, 딘딘의 오빠네 라디오》
- 2020년~2021년: Mnet 《너의 목소리가 보여》
- 2021년: SBS 《신발 벗고 돌싱포맨》- (게스트)

### 드라마, 시트콤
- 2001년 : SBS 《@골뱅이》
- 2001년 : MBC 《뉴 논스톱》
- 2001년 : SBS 《딱좋아!》
- 2005년 : SBS 《귀엽거나 미치거나》
- 2011년 : TRENDY 《피아니시모》

### CF
- 2004년 롯데제과 아트라스